# Вудбері (округ Нассау, Нью-Йорк)
Вудбері (англ. Woodbury) — переписна місцевість (CDP) в США, в окрузі Нассау штату Нью-Йорк. Населення — 11 526 осіб (2020).

## Географія
Вудбері розташоване за координатами 40°49′13″ пн. ш. 73°28′19″ зх. д. / 40.82028° пн. ш. 73.47194° зх. д. (40.820348, -73.472077).  За даними Бюро перепису населення США в 2010 році переписна місцевість мала площу 13,01 км², з яких 12,97 км² — суходіл та 0,04 км² — водойми.

## Демографія
Згідно з переписом 2010 року, у переписній місцевості мешкало 8907 осіб у 3054 домогосподарствах у складі 2281 родини. Густота населення становила 684 особи/км².  Було 3178 помешкань (244/км²).
Расовий склад населення:
| - 87,0 % — білих - 10,3 % — азіатів - 1,4 % — чорних або афроамериканців |

До двох чи більше рас належало 1,0 %. Частка іспаномовних становила 2,2 % від усіх жителів.
За віковим діапазоном населення розподілялося таким чином: 22,2 % — особи молодші 18 років, 52,9 % — особи у віці 18—64 років, 24,9 % — особи у віці 65 років та старші. Медіана віку мешканця становила 49,0 року. На 100 осіб жіночої статі у переписній місцевості припадало 87,4 чоловіків;  на 100 жінок у віці від 18 років та старших — 81,4 чоловіків також старших 18 років.
Середній дохід на одне домашнє господарство  становив 235 064 долари США (медіана — 158 679), а середній дохід на одну сім'ю — 281 671 долар (медіана — 225 521). За межею бідності перебувало 3,9 % осіб, у тому числі 1,9 % дітей у віці до 18 років та 3,9 % осіб у віці 65 років та старших.
Цивільне працевлаштоване населення становило 3744 особи. Основні галузі зайнятості: освіта, охорона здоров'я та соціальна допомога — 30,2 %, науковці, спеціалісти, менеджери — 16,3 %, фінанси, страхування та нерухомість — 14,3 %.